# Сторона (село)
Сторона (укр. Сторона) — село в Сходницкой поселковой общине Дрогобычского района Львовской области Украины.
Население по переписи 2001 года составляло 1887 человек. Занимает площадь 60,5 км². Почтовый индекс — 82181. Телефонный код — 3244.